# Kafue (Distrikt)

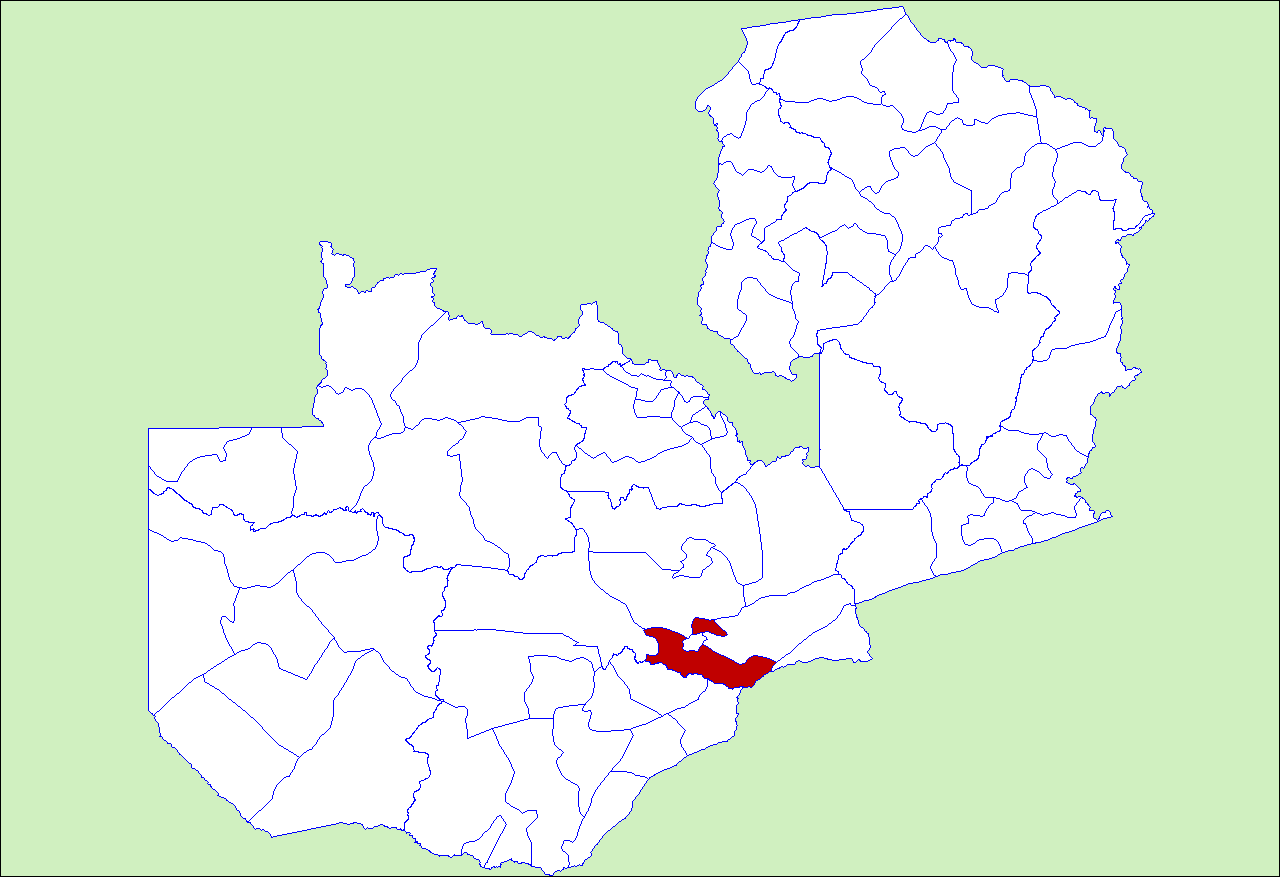
Ehemalige Ausdehnung des Distriktes Kafue

Kafue ist einer von sechs Distrikten in der Provinz Lusaka in Sambia. Er hat eine Fläche von 4471 km² und 219.570 Einwohner (2022). Seine Hauptstadt ist Kafue. Von Kafue wurden der Distrikt Chilanga und eine nördlich liegende Enklave abgespaltet. Letztere wurden an den Distrikt Chongwe angegliedert.

## Geografie
Der Distrikt liegt im Westen auf einer Höhe von etwa 1000 m und fällt im Südosten zur Grenze bis auf etwa 400 m über dem Meeresspiegel ab. Die Südgrenze bildet der Kafue, die Südostgrenze der Sambesi und die Nordostgrenze der Chongwe.
Er grenzt im Norden an die Distrikte Chilanga, Lusaka, Chongwe und Rufunsa, im Osten an Luangwa, im Westen an den Distrikt Shibuyunji in der Zentralprovinz und im Süden an Mazabuka, Chikankata und Chirundu in der Südprovinz, sowie an Hurungwe in der Provinz Mashonaland West in Simbabwe.
Kafue ist in 11 Wards aufgeteilt:
- Chikupi
- Chisankane
- Chiyaba
- Kafue
- Kambale
- Kasenje
- Lukolongo
- Malundu
- Matanda
- Mungu
- Shabusele

## Wirtschaft
Kafue gilt als Sambias Zentrum der Schwerindustrie, Textilfabrikation (Kafue Textiles Ltd.), Kunstdüngerproduktion (Nitrogen Chemicals Ltd.), Schuhherstellung (Bata Shoe Company Ltd.) und Metallverarbeitung. Ihre Industrie wird aber auch durch die Landwirtschaft entlang der Kafue-Auen geprägt. In Kafue ist deshalb verarbeitende Industrie für Agrarprodukte angesiedelt. Das betrifft Zuckerrohrverarbeitung (Zucker, Gin), Fischverarbeitung, Schlachthof und Trocknung. 20 Kilometer entfernt werden Lagerstätten mit 200 bis 1000 Tonnen rosa-weißer Quarze abgebaut und weitere vermutet. Die Zuwanderung im Verlauf der letzten zehn Jahre war hoch. Die Einwohnerzahl Kafues hat sich hierbei vervierfacht. Der Bevölkerungsdruck hat Wilderei und illegales Fischen in den weitläufigen Kafue-Auen überhandnehmen lassen.